# テリポゴン属
テリポゴン属 Telipogon は、南米産のラン科植物の群。花弁と唇弁が同型で全体に三角に近い形の花をつける。

## 特徴
全体に草質で柔らかい植物。茎は短いか、時に長く伸び、時に分岐して、少数または多数の葉を二列性に生じる。葉は狭～広披針形でやや肉厚。
花茎は茎の上部の葉腋から生じ、直立し、少数または多数の花を総状につける。花は唇弁が上で、普通のラン科とは逆になっている。萼片は細くて小さいために目立たない。側花弁と唇弁はほぼ同型同色同一斑紋となり、それぞれに幅広くて平らに開く。そのために花全体では三枚の幅広い花弁が等分に広がって皿のような形になるという、ラン科では特異な花形となる。花はごく小さい種もあるが、おおむね中程度から大型の花をつける。蕊柱は短く、先端部に硬くて細い毛を密生する。花粉塊は4個。
学名はtelos（末端）と pgogon（髭）からなり、蕊柱の末端にある毛を指したものである。

## 分布と生育環境
中南米の標高1500-3000mに分布する。その地域は北はメキシコ、コスタリカからベネズエラまで、それにコロンビアからボリビアにわたるアンデス山脈に渡るが、もっとも多様性に富むのはアンデスであり、エクアドルには約50種がある。涼しい雲霧林に生育し、集団を作らず、ぽつぽつと単体で生えている。

## 生態など
着生植物が多いが、地上で生育する場合もある。花が昆虫の雌に擬態しており、その種の雄に雌と間違えて交尾行動を誘発させ、それによって花粉媒介をする、いわゆる疑似交接による。花粉媒介に関わるのはヤドリバエ科 Tachinidae のハエであると考えられている。このハエはこの植物の生育区域には普通におり、その腹部背面には棘状毛を持っていて、この種の蕊柱によく似ている。

## 分類
2009年時点では約135種が知られる。
テリポゴンは Hofmeisterella や Trichoceros と近縁であり、これらはテリポゴン亜連 Telipogonninae にまとめられてきた。これと近縁の亜連と、オンシジウム亜連 Oncidiinae とは、花粉塊の数によって区別されてきた。しかし分子系統の情報では本属は近縁属と共にオンシジウム亜連に含まれる。

## 利用
独特な花形で「魅力ある小型の着生ラン」である。ただし、熱帯の高地のものであるだけに、いわゆるクールタイプに属し、耐暑性が弱くて日本では栽培が困難である。